# Hampsonodes mesochroa
Hampsonodes mesochroa là một loài bướm đêm trong họ Noctuidae.